# Apagyi Mária
Apagyi Mária (Kassa, 1941. október 11. –) zenetanár, zongoraművész. Férje Lantos Ferenc grafikusművész.

## Életpályája
Szülei: Apagyi (Ponevác) Zoltán és Apagyi Margit. Tanulmányait Kaposvárott kezdte, majd 1964-ben végzett a Liszt Ferenc Zeneművészeti Egyetem Zenetanárképző Intézetének pécsi tagozatán, zongora-szolfézs szakon. 1965-1985 között a komlói Erkel Ferenc Zeneiskola tanára volt. 1969-ben a Liszt Ferenc Zeneművészeti Egyetem Zenetanárképző Intézetének pécsi tagozatán, oboa szakon végzett. 1985-1992 között a pécsi Apáczai Nevelési Központ Művészeti Iskola zenei vezetője volt. 1990-1994 között a Liszt Ferenc Zeneművészeti Egyetem improvizáció tanára volt. 1992 óta Pécsett a Martyn Ferenc Szabadiskola zenei vezetője. 1993-2004 között a Janus Pannonius Tudományegyetem zongora és improvizáció tanára volt. Jelenleg a Pécsi Tudományegyetem Művészeti Karának Zeneművészeti Intézetében improvizációt tanít.

## Munkássága
1968-tól a zenei és vizuális művészeti oktatás integrált rendszerét dolgozta ki férjével. 1984 óta improvizációs mesterkurzusokat vezet. 1988-ban megrendezték az I. országos zeneiskolai improvizációs találkozót. 1990 óta kamarazene-koncerteken szerepel. 1998-ban kidolgozta az alapfokú művészeti oktatásba bevezetett improvizáció tantárgy 12 évre szóló tantervét. 2004-ben elkészítette Zongora-álom című zongoraiskoláját.

## Művei
- Tapasztalatom a kortárs zene tanításában (1974)
- A zenei oktatás és nevelés néhány elvi és gyakorlati kérdése (1975)
- Szerkesztés és rögtönzés (1984)
- Feladatgyűjtemény a zenei improvizáció tanításához (1985)
- Symmetries in Music Teaching (magyarul: Szimmetriák a zenetanításban, 1989)
- Czeizel Endre és Batta András szerkesztésében: A zenei tehetség gyökerei című könyvben, Lantos Ferenccel közös írás: A zenei és vizuális adottságok összefüggése és fejleszthetôségük (1992)
- Zongoraiskola: ZongorÁlom. Kreatív zongoratanulás 1-3. (2008)[1]

## Díjai, kitüntetései
- A Népművelési Intézet nívódíja (1976)
- Kiváló pedagógus (1981)
- Pro urbe Komló (1984)
- Weiner Leó-díj (1991)[1]
- Pro Civitate díj (1998)[1]
- Artisjus-díj (2019)
- Magyar Örökség díj (2023)